# 야쿠부 고원
야쿠부 고원(Yakubu Gowon, 1934년 10월 19일 ~ )은 나이지리아의 군인이자 정치가로 제3대 대통령이며 비아프라 전쟁을 일으켰다.
나이지리아 북부 앙가스족 출신으로 영국 샌드허스트 왕립육군사관학교와 가나에서 군사교육을 받았다. 콩고에서 2차례 현역 근무를 했으며, 1966년 1월 쿠데타 이후 참모총장으로 임명되었다. 1966년에 정권을 장악하고 새 수반으로 임명되었다. 그러는 사이 동부 지역의 이그보족이 대량 학살당하자 이그보족 지도자 추쿠에메카 오두메구 오주쿠가 비아프라를 세우자 이에 고원은 1967년 5월 27일 비상사태를 선포하고 비아프라 전쟁을 일으켜 내전에 돌입했다.
1970년 1월 비아프라 전쟁에서 승리를 거두고 1970년대 중반까지 아프리카 대륙 전체 지도자로 부상했다. 그러나 1975년 7월 29일 무르탈라 모하메드가 이끄는 군부에 의해 우간다에 체류하던 도중 해임을 당해 영국으로 망명했다. 1976년 2월 13일 자신의 지지 세력들과 함께 모하메드를 암살하고 쿠데타를 계획했으나 모하메드의 후계자 올루세군 오바산조에 의해 진압당했다.

## 같이 보기
- 비아프라 전쟁